# Deckenia nobilis
Deckenia nobilis là loài thực vật có hoa thuộc họ Arecaceae. Loài này được H.Wendl. ex Seem. mô tả khoa học đầu tiên năm 1870. Chúng là loài duy nhất của chi Deckenia, và là loài đặc hữu của Seychelles, nơi chúng bị đe dọa mất môi trường sống.
Deckenia nobilis cao đến 40 mét. Trong tự nhiên, loài này sống trong các khu rừng thấp, độ cao dưới 600 m.

## Hình ảnh

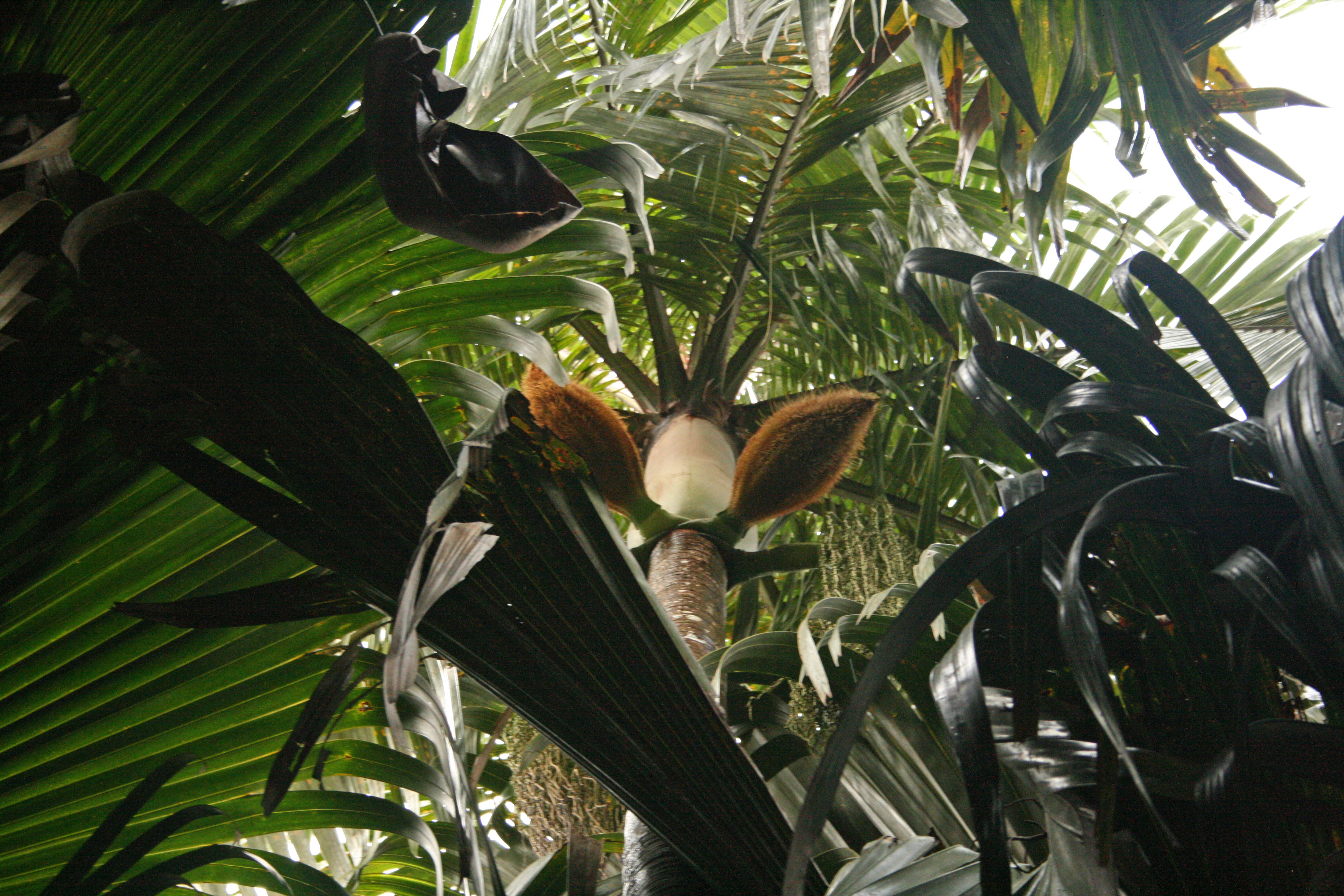
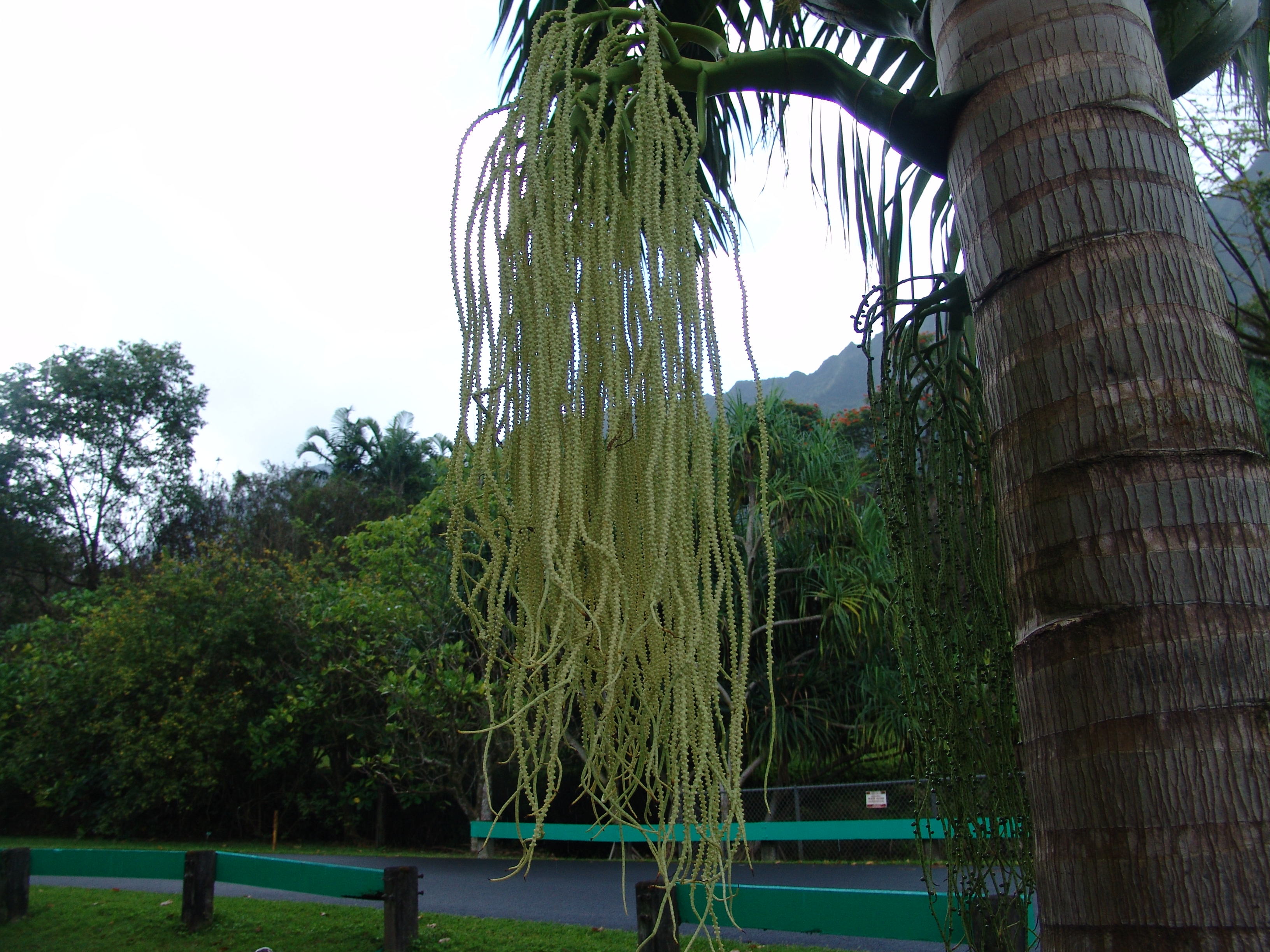
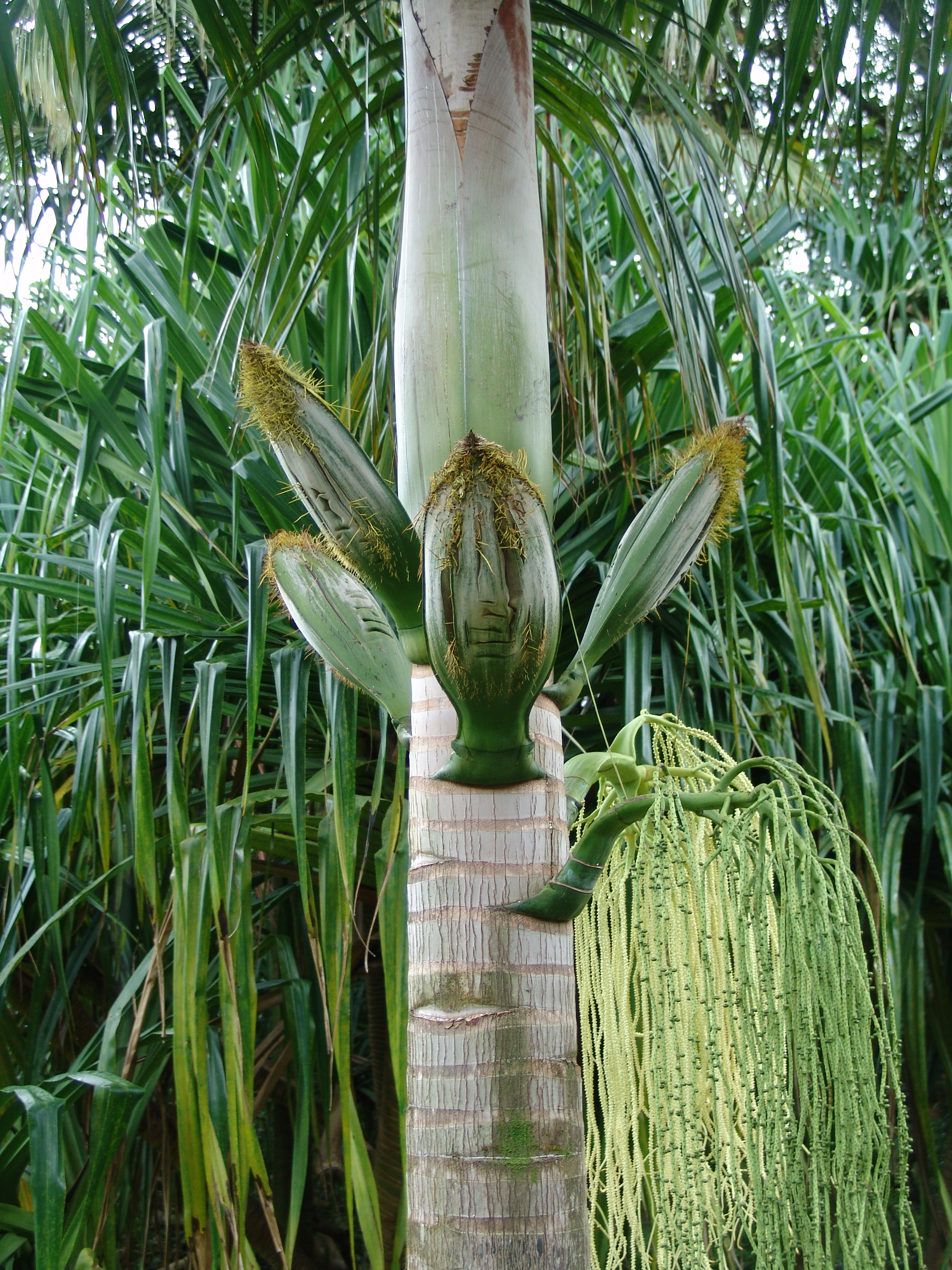
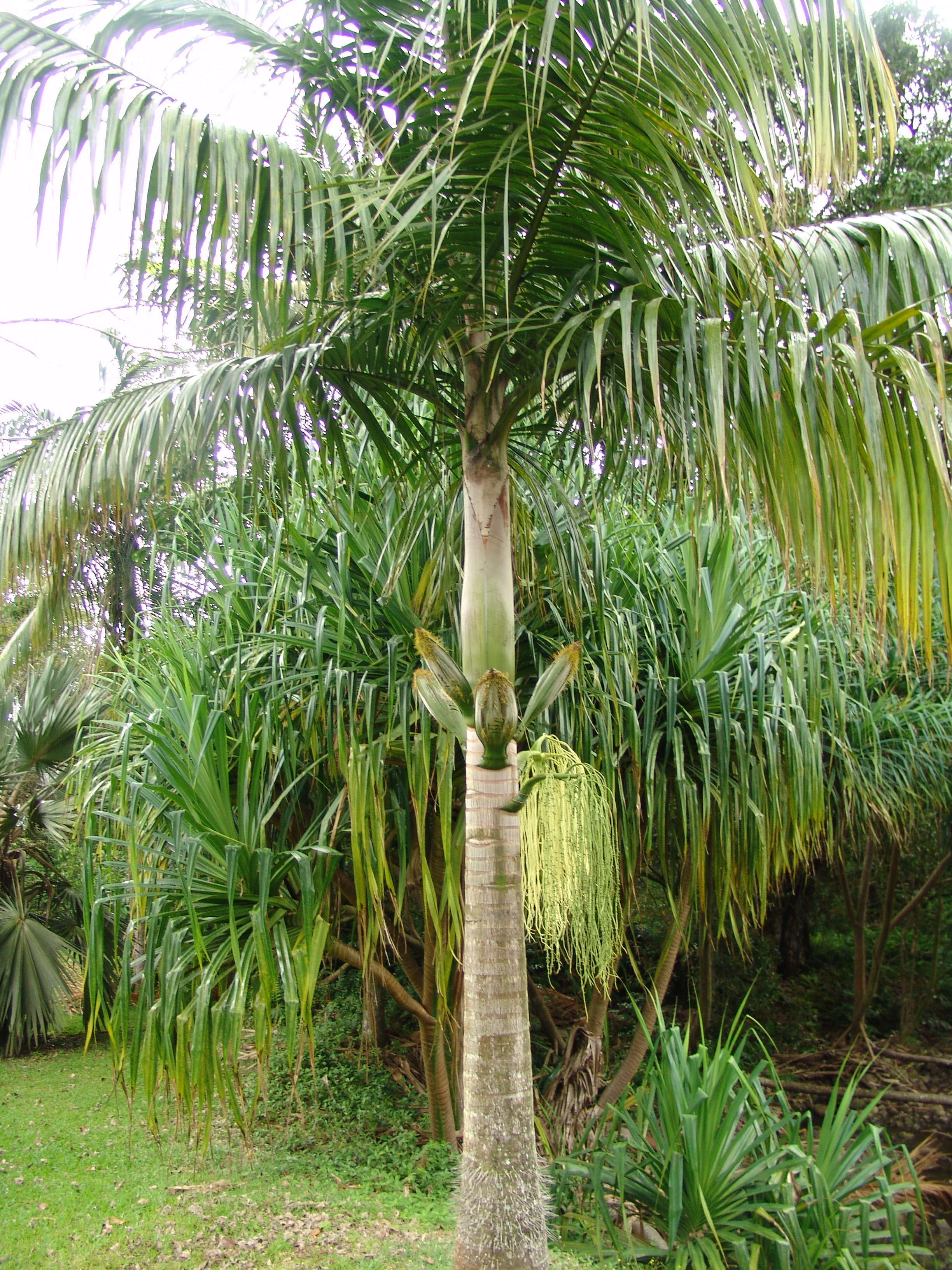